# Stenkvista landskommun
Stenkvista landskommun var en tidigare kommun i Södermanlands län.

## Administrativ historik
Kommunen inrättades i Stenkvista socken i Österrekarne härad i Södermanland när 1862 års kommunalförordningar började gälla den 1 januari 1863.
Vid kommunreformen 1952 uppgick den i storkommunen Ärla landskommun som upplöstes med utgången av år 1970, då området tillfördes Eskilstuna kommun.

## Politik

### Mandatfördelning i Stenkvista landskommun 1938-1946
| 8 | 2 | 2 | 3 |

| 15 |

| 8 | 7 |

| 15 |

| 7 | 8 |

| 15 |